# Хайфа
Ха́йфа (ивр. חֵיפָה‎, араб. حَيْفَا‎) — третий по величине город Израиля после Иерусалима и Тель-Авива, со смешанным еврейско-арабским населением, достигшим в 2024 году 296 187 человек. Хайфа является центром Хайфского округа, третьего по величине в Израиле.
Старая Хайфа была основана в римскую эпоху и развивалась в византийскую, но исчезла после арабского вторжения. При крестоносцах город был восстановлен и стал административным и религиозным центром; в 1265 году его разрушил султан Бейбарс. Современную Хайфу основал в XVIII веке правитель Галилеи шейх Захир эль-Омар. В XIX веке в развитие османской Хайфы внесли большой вклад кармелиты и немцы-темплеры. С конца XIX века городской порт успешно соперничал с портом Акко, а строительство железнодорожной линии Дамаск — Хайфа привело к развитию промышленности. После Первой мировой войны, при британцах, город приобрёл международное значение. После образования Государства Израиль в 1948 году Хайфа стала административным и экономическим центром севера страны.
Хайфа лежит на склонах горы Кармель и средиземноморском побережье у Хайфского залива. Город имеет богатое биологическое разнообразие благодаря нетронутым природным зонам, но сталкивается с проблемой вторжения диких кабанов.
В Хайфе расположены первый вуз Израиля — Технион, — а также Хайфский университет и крупнейший в стране парк высоких технологий МАТАМ. Город является крупнейшим промышленным центром, где сосредоточена израильская тяжёлая промышленность.
В городе появился первый в стране современный порт и первый международный аэропорт. В Хайфе действует подземный фуникулёр «Кармелит» и канатная дорога «Ракавлит», интегрированные в систему общественного транспорта.
Хайфа — преимущественно еврейский город, но в нём есть крупные мусульманские и христианские общины различных конфессий. Там же расположен Всемирный центр религии бахаи — объект всемирного наследия ЮНЕСКО и место паломничества бахаи.

## Этимология
Существует несколько версий происхождения названия города, но ни одно из них не имеет научного подтверждения.
По одной из версий, название города происходит от слов ивр. חוף יפה‎ «хоф яфе» — «красивый берег» или просто от слова ивр. חוף ‎ «хоф» — «берег».
Крестоносцы связывали название города с именем первосвященника Каиафы, при котором был распят Иисус Христос.
По ещё одной версии, это название произошло от арамейского слова «хеффа» — «берег».
Существует также версия происхождения названия города от корня ивр. חפה‎ «хапа» — «укрывать». Гора Кармель прикрывает гавань Хайфы от ветров с юга и востока, а её отрог служит естественной защитой залива от западных ветров и от нередких в этой части Средиземного моря зимних штормов. По другому мнению, название связано с многочисленными мысами (ивр. כף‎, кеф), имеющимися на её побережье.

## Хайфа в Библии
Хайфа не упоминается в Библии, так как является достаточно молодым городом, но на её территории разворачивались библейские события завоевания Ханаана, в результате которых территория современной Хайфы оказалась принадлежащей колену Ашера (современные Крайот) и колену Менаше (Нав. 19:26, 19:29, Суд. 1:31) (см. рис.1 Карта расселения колен Израилевых).
Гора Кармель, на отрогах которой расположена современная Хайфа, и река Кишон, протекающая по территории современной Хайфы, упоминаются в Танахе в Третьей книге Царств в связи с деяниями Илии-пророка.

## История

### Первобытное общество: Левантийский коридор
Территория современной Хайфы и её ближайших окрестностей изобилует пещерами, в которых были сделаны многочисленные археологические находки периода первобытного общества, связанные с Левантийским коридором. Как правило, их обнаруживали в ходе проведения спасательных раскопок при строительстве современной Хайфы. В 1927 году при возведении хайфского порта британскими археологами, в число которых входила Дороти Гаррод, сделаны археологические находки в пещерах Нахаль-Меарот. В 2012 году пещеры признаны объектом Всемирного наследия ЮНЕСКО, в том числе из-за найденных доказательств совместного существования неандертальцев, живших здесь ещё 500 тыс. лет до настоящего времени, и ранних людей.

### Древний мир (до V века н. э.)

#### Неолит (11500—4000 лет до н. э.)
В пещерах Нахаль-Меарот, входящих в состав земель западной части Плодородного полумесяца, найдены признаки начала неолитической революции (переход человечества от охоты и собирательства к земледелию), которая продолжилась выходом людей современного типа на равнину в районе Хайфы. В 300—400 м от берега Средиземного моря обнаружено древнее затопленное неолитическое поселение Атлит-Ям, самая ранняя на сегодня средиземноморская рыбацкая деревня на левантийском побережье.

#### Медный век: Ханаан
К медному веку территория современной Хайфы относилась к Ханаану, который следующие 2—3 тысячи лет находился под протекторатом более развитого Древнего Египта.

#### Бронзовый век (3800—1200 год до н. э.):Шикмона и Тель-Абу-Хавам
В XVI веке до н. э., после колонизации Ханаана, возможно, именно египтяне основали город Шикмона (XVI век до н. э. — VI век н. э.), как одну из точек на торговом пути Via Maris. Город поддерживал торговые связи с Египтом, Кипром и Месопотамией. Морская дорога (ханаанские города-государства Дор, Атлит, Шикмона, Акко), дойдя до Хайфского залива, разделялась на два пути: один продолжался на север через Акко (Акра), а другой поворачивал на восток в Изреельскую долину по реке Кишон, в те времена проходимой для судов и поэтому заселённой.
За контроль над Via Maris шла беспрерывная борьба: в XVI веке до н. э. побережье Ханаана подверглось египетской колонизации; в XV веке до н. э. кочевники шасу угрожали существованию Via Maris, в том числе и Шикмоне; в XIV веке до н. э. началось нашествие народов моря на Египет; возможно, его следствием стало то, что на побережье Средиземного моря осели филистимляне.
В XIV веке до н. э., в тогдашнем устье реки Кишон (сейчас городской район Мифрац), был основан город Тель-Абу-Хавам (XIV век до н. э. — IV век н. э.).
Периодически он оказывался заброшенным по-разным причинам из-за подъёмов уровня моря, наносов реки Кишон, тектонических и вулканических катаклизмов и изменения береговой линии.

#### Железный век (1200 год до н. э. — 332 год до н. э.)
Шикмона и Тель-Абу-Хавам регулярно разрушались различными завоевателями, потом восстанавливались и входили в состав различных государств:
- в XI веке до н. э. оба города были частями Израильского царства
- в X веке до н. э. оба города были уничтожены пожаром во время военной кампании Шешонка I, фараона Египта
- в VIII веке до н. э. оба города были завоёваны ассирийцами
- в VII в. до н. э., во времена Нововавилонского царства (626—529 годы до н. э.) Шикмона была разрушена и оставалась незаселённой на протяжении всего вавилонского периода
- в персидский период (VI век до н. э.—IV век до н. э.) Шикмона находилась под управлением финикийского города Тир. Географ VI века до н. э. Скилак описывает Тель-Абу-Хавам как город «между заливом и мысом Зевса» (гора Кармель)[1][29].

##### Античный период: Хайфа-аль-Атика (332 год до н. э.-V век)
Тель-Абу-Хавам прекратил своё существование в IV веке нашей эры.
В античный период Шикмона была центром производства традиционной краски тхелет, используемой для храмовой одежды еврейских священников. В римский период Шикмона стала частью римской системы укреплений во время как Первой Иудейской войны, так и во время Восстания Бар-Кохбы. К концу римского периода крепость в Шикмоне была разрушена. В византийский период Шикмона стала христианским поселением Порфирион.
В III веке недалеко от города Тель-Абу-Хавам появилось новое поселение, позже получившее название Хайфа-аль-Атика (араб. حيفا العتيقة‎, «древняя Хайфа»). Новое поселение развивалось на территории современного района Бат-Галим и достигало границ нынешней Немецкой колонии. Название Хайфа появилось в римскую эпоху, не позднее 280 года. Примерный год основания Хайфы определяется по дате смерти Раби Авдими, одного из составителей Иерусалимского талмуда. Город впервые упоминается в талмудической литературе примерно в III веке нашей эры. От древней Хайфы сохранились остатки римских гробниц.
Под властью Византии Хайфа продолжала развиваться, хотя порт Хайфы имел меньшее значение, чем порт Акры. Ничего важного не происходило на территории нового поселения в византийский и раннеарабский период. Эллинизированное население, проживавшее вдоль побережья, в это время занималось торговлей.
С IV по VII век в пределах современной Хайфы располагался византийский город Кастра, где жили также и евреи. Город существовал также в арабский период, но был заброшен в X веке.

### Средние века (V—XVI век н. э.)
В Средние века Шикмона, известная как христианское поселение Порфирион, прекратила своё существование в начале VII века по неизвестной причине.
Еврейская община Хайфы погибла в 628 году, при возвращении византийцев после персидского нашествия 613—628 годов. Далее, после битвы при Ярмуке, в результате которой стало возможным арабское завоевание Сирии и Палестины, Хайфа не упоминается в источниках в течение 400 лет, до середины XI века. Лишь в 1046 году персидский поэт, философ и путешественник Насир Хосров упоминает порт Хайфы в связи со строительством больших парусных кораблей в нём.
Во времена крестоносцев (XI век) Хайфа была довольно крупным, по тем временам, населённым пунктом и значительным средиземноморским портом. Во время Первого крестового похода Хайфа была взята крестоносцами (лето 1100 года), еврейские и египетские защитники города были уничтожены. Был основан порт, крепость Castellum Cayphae, была укреплена крепость Рош-Миа. Порт Хайфы был вторым после порта Акко (Акр во времена крестоносцев).
С этого времени христианское и мусульманское население составляло большинство жителей Хайфы. В пещерах был создан центр для отшельников и затворников монахов-кармелитов, в 1156 году был построен монастырь Святого Брокара. В 1187 году Галилейское княжество Иерусалимского королевства было уничтожено мусульманским лидером Саладином, территория находилась под контролем Айюбидов до 1191 года, когда Хайфа была возвращена крестоносцам.
В 1265 году Хайфа была завоёвана мамлюкским султаном Бейбарсом, который в 1291 году разрушил монастырь кармелитов Святого Брокара и всю Хайфу, как и все остальные прибрежные города Ближнего Востока. С XIII по XVI век, во время правления мамлюков, Хайфа оставалась разрушенной, чтобы не допустить возвращения крестоносцев.

### Османский период (1516—1918)
В 1516 году Хайфа, заброшенная рыбацкая деревушка, была завоёвана османами. До 1761 года город развивался очень медленно и исключительно в районах гавани и древней крепости, до 1575 года название Хайфа не упоминалось в литературе. Монастырь Стелла Марис находился в заброшенном состоянии.
С XVII века порт Акко становится неудобным и начинается развитие порта и города Хайфы под руководством эмиров османской династии Турабей. В 1631 году было получено разрешение на восстановление монастыря кармелитов.
В 1722 году султан приказал губернатору Сидона Осман-паше, под чьим контролем находилась Хайфа, построить сторожевые башни на обоих концах гавани для защиты торговцев от пиратов, что и было сделано к 1725 году.

В начале XVIII века правителем Галилеи стал бедуинский шейх Захир эль-Омар, противостоявший туркам и в 1761 году уничтоживший древнюю Хайфу и заложивший новый город, Хайфа-аль-Джадида (араб. حيفا الجديدة‎, «новая Хайфа»), и новую крепость Бурдж ас-Салам южнее старого. Целью разрушения старого города было как защита города от пиратов, так и символическое послание режиму Османа. Перемещение произошло из современного района Бат-Галим в современный район Нижний город. Теперь город окружала стена с двумя воротами: со стороны Акко и со стороны Яффы (стена и ворота не сохранились). Город был разделён на мусульманский, христианский и управленческий кварталы.
После смерти Захира в 1775 году город оставался под властью Османской империи до 1918 года, за исключением двух коротких периодов:
- в 1799 году Наполеон Бонапарт завоевал Хайфу в рамках своего неудачного похода на Палестину и Сирию (Египетский поход), но в том же году отступил[57][58]
- в 1831—1840 годах в Хайфе правил египетский наместник Мухаммед Али после того, как его сын Ибрагим-паша вышел из-под контроля османов[59] (Хайфа была завоёвана египтянами в ходе Первой турецко-египетской войны)[53].

В 1831—1840 году, когда Хайфа находилась под властью Египта, усилилось французское влияние с повышением роли ордена кармелитов для паломников, путешествующих в Назарет и другие святые христианские места Галилеи.
В 1840 году 40 % населения Хайфы составляли арабы-христиане, жившие рядом с мусульманским большинством, в 1839 году в Хайфе жили 124 еврея.
В 1857 году Россия получила разрешение построить в городе причал. В 1859 году российское правительство выбрало Хайфу для строительства более крупного объекта, нового порта, и соорудило 30-метровую пристань, позволяющую принимать крупные суда.
В 1858 началось расширение Хайфы за пределы ставшей тесной городской стены. Арабские кварталы Нижнего города стали называться Вади-Салиб, христианские —Вади-Ниснас.
Поворотным моментом в развитии османской Хайфы стало прибытие в город в 1868 году темплеров из Германии, создавших Немецкую колонию, построивших электростанцию, открывших фабрики и наладивших транспортное сообщение с Акко, Назаретом и Тверией. Колония темплеров в Хайфе стала первой из семи, которые они основали в Земле Израиля, и первым сознательно спланированным и спроектированным земледельческим поселением во всей Земле Израиля. Влияние темплеров на Хайфу было огромным, и они постоянно соперничали с орденом кармелитов. В частности, кармелиты безуспешно противодействовали покупке земли темплерами на горе Кармель с целью построения поселения Кармельхайм, из которого впоследствии развился район Центральный Кармель.
С конца 1880-х годов Хайфа становится крупным портовым городом.
В 1890 году первые евреи-сефарды покинули мусульманский квартал и создали для себя отдельный район под названием Ард аль-Яхуд.

В 1898 году, в ходе паломничества на Святую землю, в Хайфе с визитом побывал император Германии Вильгельм II. В честь этого события в Хайфе был воздвигнут обелиск. В 1898—1899 году Палестину посетил Теодор Герцль, после чего сделал Хайфу главным городом будущего Израиля в своём утопическом романе «Альтнойланд».
В 1905 году Хайфа была присоединена к линии Хиджазской железной дороги (Дамаск — Мекка) и стала центром большей части экспорта из Аравии. В том же году был открыт железнодорожный вокзал. Железная дорога способствовала выбору именно Хайфы для строительства завода «Атид» (ивр. עתיד‎, «будущее»), долгое время известного под именем «Шемен» (ивр. שמן‎, «масло»).
Многих членов еврейских общин теперь привлекал город из-за его железнодорожного сообщения. В 1901 году в Хайфе проживал 1041 еврей. После прибытия из Восточной Европы (в основном из России) первой и второй алии, в Хайфе возросла роль еврейской общины. К 1914 году, перед Первой мировой войной, население Хайфы возросло до 20 000 жителей. Большинство было мусульманами, 20 % составляли христиане (10 отдельных общин), а 15 % — евреи.
В 1905 году в Хайфе поселилась персидская община бахаи. В 1909 году останки основателя религии Баба были перевезены из Акко и захоронены на склоне горы Кармель. Впоследствии над гробницей Баба был построен Храм Баба.
В начале XX века мусульманские жители района Кабабир на Кармеле присоединились к секте ахмадие, проповедующей мирное распространение ислама.
В 1912 году было заложено здание Техниона, первого вуза Израиля.
Первая мировая война привела к приостановке развития города.

### Новейшее время (1917 год—XXI век)

#### Британский мандат
Начало новейшего времени для Хайфы ознаменовалось объявлением Британского мандата. В Хайфу британская армия вошла 23 сентября 1918 года, в результате сражения за город, но только в 1919 году в Палестине был объявлен Британский мандат.
По результатам первой британской переписи 1922 года в Хайфе жило 24 634 человека, в том числе 6 тысяч евреев. Еврейская община приобрела большое влияние, став собственником участка земли возле порта и построив новую коммерческую зону. В начале 1920-х годов еврейское население начало строительство в районах Адар, Неве-Шаанан, Бат-Галим и Ахуза. Количество рабочих увеличилось, и в 1920 году в Хайфе был основан Гистадрут. В тот период город получил прозвище «красная Хайфа». Позже появилась поговорка: «Иерусалим молится, Хайфа работает, Тель-Авив веселится».
В 1920-х и 1930-х годах против евреев действовали базировавшиеся в Хайфе подпольные группы Изз ад-Дин аль-Кассама. Антиеврейские арабские выступления, кульминацией которых стали беспорядки 1929 года, привели к исходу евреев из Нижнего города в район Адар и строительству Крайот — пригородов вокруг Хайфского залива (Кирьят-Моцкин, Кирьят-Ата, Кирьят-Ям, Кирьят-Бялик, Кирьят-Хаим). Постепенно евреи скупили всю среднюю террасу склона Кармель, на которой построили большие жилые кварталы.
В 1930-е годы Хайфа стала центром нелегальной иммиграции в Эрец-Исраэль. Важным вкладом британцев было строительство (1933 год) глубоководного порта, что дало жителям Хайфы экономический импульс для развития города. В 1934 году англичане приняли генеральный план развития города, осушили прибрежную полосу, которая стала новым центром города с центральным проспектом. В том же году был проложен нефтепровод из Ирака в Хайфу, а в 1939 году построен нефтеочистительный завод близ Хайфы.
К 1940 году в Хайфе евреев стало больше, чем арабов, впервые мэром города стал еврей Шабтай Леви, занимавший эту должность до 1951 года.
Во время Второй мировой войны, в 1940 году город пострадал от атаки итальянской и немецкой авиации, бомбившей порт. В 1942 году, когда существовал риск вторжения немцев в Палестину, еврейская военизированная организация «Хагана» подготовила Хайфский план, согласно которому еврейское население страны должно было спастись на Кармеле, который стал бы оплотом для борьбы с немцами.
После Второй мировой войны арабские антиеврейские выступления продолжились. Самым кровавым проявлением арабо-еврейского конфликта в Хайфе стала бойня на Хайфском нефтеперегонном комбинате в 1947 году и последовавшая за этим атака «Хаганы» на арабскую деревню Балад эш-Шейх. Еврейское население Хайфы вело основную борьбу против британцев в условиях тайной иммиграции вплоть до 1948 года. Одним из примеров этой борьбы стало освобождение нелегальных еврейских иммигрантов из лагеря в Атлите.
В конце британского мандата население Хайфы достигло 150 тысяч человек, из них 100 тысяч было евреями. 21—22 апреля 1948 года британцы покинули Хайфу, и отряды «Хаганы» взяли город под свой контроль. Лишь 3 тысячи арабов остались в Хайфе, остальные бежали в соседние арабские страны.

#### Государство Израиль
После образования Государства Израиль в 1948 году население Хайфы составляло 98 тыс. человек, из них 98 % — евреи. В июле 1948 года военные власти переселили оставшихся в городе арабов в район Вади-Ниснас. После этого армия снесла большую часть старого города (операция «Шикмона»). Население района Кабабир осталось на месте. Город относительно быстро восстановился после Войны за независимость, но потерял экономические связи.
С 1951 по 1969 год мэром города был Аба Хуши. В пятидесятые годы в Хайфу прибыла значительное количество репатриантов из Марокко, которых поселили в бывшем мусульманском районе Вади-Салиб. В качестве транзитных лагерей для новых иммигрантов (маабарот) были созданы микрорайоны Шаар-ха-Алия и Неве-Давид. Были запущены муниципальные жилищные проекты: западный Кирьят-Хаим и Рамот-Ремез (1951); Рамат-Шауль и Кирьят-Шпринцак (с 1951 по 1953 год); Кирьят-Элиэзер (1954). Была расширена мэрия, построены больница «Бней-Цион» и Центральная синагога, разбиты общественные парки Парк Матери (1951) и Сады памяти (1953). В 1953 году население Хайфы достигло 153,5 тыс. человек. В 1954 году на реке Кишон был выстроен вспомогательный порт и открыта судоверфь. Развитие порта вызывало приток рабочей силы и рост населения, в 1959 году в Хайфе был открыт единственный в Израиле подземный фуникулёр «Кармелит». В 1959 году социальная напряжённость в Вади-Салиб привела к беспорядкам.
В 1963 году принял первых студентов Хайфский университет. В 1968 году на южном въезде в Хайфу началось строительство комплекса высокотехнологических компаний МАТАМ, ставшего одним из первых комплексов Израильской кремниевой долины.
До конца 1970-х годов основная коммерческая активность в городе была сосредоточена вокруг порта и в соседнем районе — Адаре, но развитие автотранспорта привело к упадку этих районов и развитию торговых центров на периферии, особенно в районе Чек-поста.
В 1970—1980-е годы роль города как промышленно-транспортного центра понизилась, в том числе из-за развития ашдодского порта.
В 1990-е годы, во время Большой алии, город принял подавляющую часть репатриантов из стран СНГ. Хайфа считалась периферией, но планировалось сделать её культурной столицей Севера Израиля.
В начале 2000-х годов, во время интифада Аль-Аксы, в городе было совершено несколько крупных терактов, а в 2006 году, во время Второй ливанской войны, Хайфа пострадала от ракет «Хезболлы».
В 2010-е годы был введён в эксплуатацию Кармельский тоннель, запущена сеть экспресс-автобусов «Метронит», появилась транспортная развязка Рупин. Началось заселение нового микрорайона Неот-Перес (2014). В 2016 году был принят план развития города до 2025 года.
В 2020-е была введена в строй новая канатная дорога «Ракавлит».

## Физико-географическая характеристика

### Географическое положение
Хайфа расположена на средиземноморском побережье Израиля, на берегу Хайфского залива — единственного крупного залива на средиземноморском побережье Израиля. Залив образован горой Кармель, выдающейся в море под острым углом (около 60°), её отроги продолжаются и под водой. Город лежит у подножия Кармеля и на его склонах, в устье реки Кишон, а на севере и востоке также выходит на плодородную долину Звулун, продолжением которой является залив. На востоке Звулун соединяется с Изреельской долиной. Перепад высот в городской черте составляет около 450 м. Город протянулся на 17,3 км вдоль моря, из них 3 км занимают оборудованные пляжи. Площадь под управлением Хайфского муниципалитета составляет 65,56 км².
Расстояние по дорогам от Хайфы до Тель-Авива составляет 92 км, до Иерусалима — 156 км. Город образует центр крупной региональной агломерации. Ядром региона являются сама Хайфа, Крайот, Нешер и Тират-Кармель, к среднему кольцу относятся Атлит, Далият-эль-Кармель, Йокнеам, Кирьят-Тивон, район Рехасим, район Шфарама и район Акко; к внешнему кольцу — Нагария, Кармиэль, Назарет, региональный совет Менаше и Зихрон-Яаков.

### Климат
Климат средиземноморский. Гора Кармель является одним из самых дождливых районов Израиля, среднегодовая норма осадков в городе составляет 539 мм (за период с 2001 по 2019 год — 588,3 мм), в году в среднем бывает 55 дождливых дней. Дожди выпадают в основном в зимний сезон (октябрь-апрель), с конца апреля до середины октября около 130 дней продолжается сухой сезон.
В Хайфе дует относительно слабый ветер, его мощность составляет в среднем 2—3 по шкале Бофорта (3—4 м/с) и редко превышает 6. С апреля по сентябрь в городе дуют преимущественно западные ветры, с октября по май — восточные (39 %) и западные (27 %). Горный массив Кармель защищает залив от южных и западных ветров. Зимой примерно раз в неделю через город проходят субтропические штормы. Амплитуда прилива невелика и составляет 0,15—0,4 м.
Минимальная среднемесячная температура (в январе) составляет 9,3 °C (диапазон 9—17 °C), максимальная (в августе) — 29,9°С (23—31 °C). Среднегодовая температура составляет 19 °C.
| Показатель | Янв. | Фев. | Март | Апр. | Май | Июнь | Июль | Авг. | Сен. | Окт. | Нояб. | Дек. | Год  |
| --- | ---- | ---- | ---- | ---- | --- | ---- | ---- | ---- | ---- | ---- | ----- | ---- | ---- |
| Абсолютный максимум, °C | 22   | 22   | 31   | 37   | 37  | 39   | 33   | 33   | 33   | 36   | 34    | 30   | 39   |
| Средний суточный максимум, °C | 16   | 15   | 18   | 21   | 23  | 26   | 28   | 29   | 28   | 26   | 22    | 17   | 23   |
| Средняя температура, °C | 13   | 13   | 16   | 18   | 21  | 24   | 26   | 27   | 26   | 23   | 20    | 15   | 20   |
| Средний суточный минимум, °C | 11   | 11   | 13   | 15   | 18  | 22   | 24   | 25   | 23   | 21   | 17    | 12   | 18   |
| Абсолютный минимум, °C | 0    | 1    | 1    | 7    | 8   | 14   | 18   | 20   | 14   | 14   | 6     | 4    | 0    |
| Норма осадков, мм | 120  | 60   | 50   | 20   | 0   | 0    | 0    | 0    | 0    | 0    | 80    | 110  | 520  |
| Температура воды, °C | 17   | 17   | 17   | 19   | 21  | 23   | 26   | 26   | 27   | 24   | 24    | 20   | 21,8 |
| Источник: Туристический портал. www.svali.ru. Дата обращения: 27 июля 2023., Weatherbase (англ.). www.weatherbase.com. Дата обращения: 27 июля 2023. |      |      |      |      |     |      |      |      |      |      |       |      |      |

### Геология и почвы
Хайфа лежит на северной оконечности горы Кармель, представляющей собой северные отроги гор Самарии. Кармель сложен большей частью осадочными карбонатными породами сеноманского и туронского ярусов. Распространёнными формациями являются ягурская (твёрдый доломит) на восточных склонах и дейр-ханнская (мел). На северо-востоке есть выходы более древних, раннемеловых, скал, а по краям массива встречаются молодые породы эпох плейстоцена и неогена.
В пределах города распространены песчаные почвы, аллювиальные почвы, рендзины и терра роса.

### Флора и фауна
Биологическое разнообразие Хайфы уникально для Израиля и проистекает из особенностей хребта Кармель и разнообразия мест обитания. С хребта Кармель к морю спускаются многочисленные вади (пересыхающие ручьи), имеющие крутые склоны, покрытые густым кустарником. Рост города с середины XX века привёл к значительному сокращению природных территорий на Кармеле. Тем не менее, вади, соединяясь с городскими парками и незастроенными зонами на горе, образуют сплошную систему природных зон (экологические коридоры), доступных для диких растений и животных. Уже согласно британскому плану 1934 года вади были объявлены охраняемыми территориями. Особенно хорошо сохранились вади на западных склонах Кармеля, где произрастают виды растений, внесённые в Красную книгу. Всего природные территории занимают около 15 км².
Самые распространённые фитоценозы (около 52 % природных территорий) — леса, где господствующими видами растений являются дуб кермесовый и сосна (алеппская и калабрийская) в различных пропорциях, они встречаются в основном на больших высотах и в верховьях рек. Господствующие виды сопровождают кипарис вечнозелёный, рожковое дерево, мастиковое дерево, Calicotome villosa и жостер вечнозелёный.
Около 10 % территорий занимает лес, где господствующими видами являются рожковое и мастиковое дерево.
Из пресмыкающихся в пределах города наблюдались Heremites vittatus, глазчатый халцид и европейский гологлаз (сцинковые), а также Ptyodactylus guttatus (вееропалые гекконы); из черепах — средиземноморская черепаха (сухопутные черепахи), Mauremys rivulata (водные черепахи) и головастая морская черепаха (на берегу). Также наблюдались обыкновенный хамелеон, Platyceps collaris (ужеобразные), Malpolon insignitus (Psammophiidae).
Самые распространённые виды в Хайфе — стеллион (подвид Stellagama stellio picea) и Phoenicolacerta laevis.
Во время исследования 2012 года в городе было зарегистрировано 38 видов бабочек. Самыми распространёнными из них были Maniola telmessia и репница (более 120 особей из 719), а также белянка резедовая, капустница, лимонница клеопатра, репейница, бархатница фатуя, голубянка Икар, голубянка пирифой и толстоголовка альцея (более 20 особей).
Из млекопитающих в городских вади встречаются белогрудый ёж, даманы, дикобразы, барсуки, нутрии, лисы, египетский мангуст, шакалы и кабаны. Кабаны приходят в город по ночам в поисках еды, поедают плоды и растения во дворах и переворачивают мусорные ящики. Кроме этого, некоторые жители целенаправленно подкармливают диких животных. Присутствие кабанов приводит к дорожным авариям и может вызывать распространение таких болезней, как свиной грипп. Городские власти борются с этим с помощью установки подземных мусорных контейнеров, сокращения доступных источников воды и блокировки основных путей проникновения в районы.

### Качество окружающей среды
Развитие Хайфы в первой половине XX века было связано с индустриализацией, в том числе с развитием нефтехимической индустрии, сильно загрязняющей окружающую среду. До 1980-х годов не проводилось измерений выбросов загрязняющих веществ в атмосферу и воду. Первые измерения загрязнения воздуха, проведённые в начале 1980-х годов, показали высокую концентрацию в воздухе двуокиси серы.
Её концентрация значительно понизилась в 1980—1990-е годы и с тех пор в среднем не превышает максимально допустимую (20 мкг/м³). Концентрация озона в воздухе в 2012—2020 годах была близка к максимально допустимой (140 мкг/м³), превышая её в 2019 и 2020 годах. Концентрация оксидов азота превышала максимально допустимую (940 мкг/м³) в период с 2012 по 2018 годы, но упала ниже её в 2019 году.
По некоторым параметрам качество воздуха в Хайфе сопоставимо с таковым в прочих крупных городах Израиля, за исключением окрестностей нефтеперерабатывающего завода. По выбросам двуокиси серы и оксидов азота Хайфа близка к показателям Ашдода и значительно выше, чем показатели Тель-Авива и Иерусалима. Согласно данным министерства промышленности, в 2009 году основным источником загрязнения воздуха в городе является транспорт. Тем не менее, по состоянию на 2021 год 3 из 10 самых загрязняющих предприятий в стране были расположены в промзоне Хайфского залива. Также исследования показывают высокое содержание тяжёлых металлов в почве.

### Районы Хайфы
В 1970-х годах Хайфа была разделена на 9 административных районов (ивр. רובע‎), по данным муниципалитета Хайфа разделена следующим образом:
| Район № | Район                       | Оригинальное название    | Площадь в квадратных километрах | количество жителей | плотность населения (количество жителей на квадратный метр) | Процент муниципальной юрисдикции | процент населения города |
| ------- | --------------------------- | ------------------------ | ------------------------------- | ------------------ | ----------------------------------------------------------- | -------------------------------- | ------------------------ |
| 1       | Кирьят-Хаим - Кирьят-Шмуэль | קריית חיים — קריית שמואל | 5.31                            | 36 680             | 6906                                                        | 6,5 %                            | 13,3 %                   |
| 2       | Хайфский залив (район)      | מפרץ חיפה                | 20,51                           | -                  | -                                                           | 31,8 %                           | -                        |
| 3       | Нижний город                | העיר התחתית              | 1,85                            | 12 100             | 6537                                                        | 3,0 %                            | 4,4 %                    |
| 4       | Западная Хайфа              | מערב חיפה                | 9,33                            | 39 700             | 4259                                                        | 15,1 %                           | 14,3 %                   |
| 5       | Кармель                     | כרמל                     | 7,78                            | 48 780             | 6271                                                        | 12,2 %                           | 17,5 %                   |
| 6       | Адар                        | הדר                      | 2,91                            | 40 080             | 13 771                                                      | 4,4 %                            | 14,4 %                   |
| 7       | Неве Шеанан - Израелия      | נווה שאנן — יזרעאליה     | 3,03                            | 38 030             | 11 688                                                      | 4,7 %                            | 13,6 %                   |
| 8       | Рамот Неве Шеанан           | רמות נווה שאנן           | 3,60                            | 21 490             | 5973                                                        | 5,9 %                            | 7,7 %                    |
| 9       | Рамот Ха-Кармель            | רמות הכרמל               | 11,6                            | 39 800             | 3750                                                        | 16,5 %                           | 14,3 %                   |
| Общий   |                             |                          | 65,92                           | 278 900            | 4320                                                        | 100 %                            | 100 %                    |

## Население
По данным Центрального статистического бюро Израиля, население Хайфы на начало 2024 года составляло 296 187 человек. Хайфа является третьим по населению городом Израиля (после Иерусалима и Тель-Авива). Плотность населения на 2019 год составила 4420 чел./км². Население Хайфской агломерации составило 972,3 тыс. человек.
По состоянию на 2019 год, 11,7 % жителей являются арабами, 88,3 % — евреи и прочие этнические группы. 24,1 % населения — репатрианты, прибывшие в Израиль начиная с 1990 года (из которых 84,7 % прибыли из стран СНГ). По оценкам 2020 года, в городе проживало 249,8 тыс. евреев, 16,9 тыс. арабов-мусульман и 16,5 тыс. арабов-христиан. Темпы роста арабского населения города выше, чем еврейского.
В период с 1995 по 2019 год рост населения в Хайфском подокруге был наименьшим в Израиле — 19 % против среднего по стране 63 %. В 2020 году население города сократилось на 0,6 %. Причинами этого являются как низкий естественный прирост населения, так и отток молодого населения из города. В некоторой степени эти изменения компенсирует приток новых репатриантов из стран СНГ.
Динамика численности населения города:

### Религия
На протяжении всей современной истории Хайфа отличалась религиозно-культурным разнообразием. В 1868 году население арабского города пополнили немцы-темплеры, за которыми последовали румынские евреи. В 1909 году Хайфа стала центром бахайской веры, а в 1920-е годы туда прибыла группа ахмадие. На 2021 год религиозный состав населения следующий: 85,3 % населения составляют евреи, а из арабов (12,2 % населения) 49,9 % составляют мусульмане, 48,4 % — христиане, 1,4 % — друзы.
Религиозными нуждами еврейского населения занимается Религиозный совет города, который возглавляет Моше Даган, должность городского раввина с 2014 года вакантна. На 2023 год в городе действуют 226 синагог (по другим данным — 236 или 240) и 10 микве (2013 г., по состоянию на 2023 ещё два микве находятся в ремонте). Есть реформистская синагога.
Христианская община города — вторая по численности в Израиле после Назарета. Христиане-арабы города относятся к разнообразным конфессиям. Крупнейшей христианской конфессией являются грекокатолики, для которых Хайфа является главным в Израиле религиозным центром, там заседает архиепископ и находится главный храм — собор Ильи-пророка. Второй по числу верующих в городе (но первой в Израиле) является греческая православная церковь, ей принадлежит престижная средняя школа. Есть также небольшие маронитская и католическая общины, важнейшие церкви католиков — церковь кармелитского монастыря и церковь св. Иосифа; маронитская церковь св. Людовика является главной в Израиле. Католикам в городе принадлежат несколько школ и Итальянская больница. Крупнейшей протестантской конфессией является англиканская, которая процветала во времена британского мандата, но на начало XXI века насчитывает лишь около 400 человек. Англиканам принадлежат две церкви и школа. Русской православной церкви в Хайфе принадлежит Церковь Пророка Илии на Кармеле. Также в городе есть маленькие общины армян, баптистов и лютеран. Действуют два монастыря ордена кармелитов. Всего в Хайфе действует 12 церквей.
Большая часть мусульман города — сунниты. В Нижнем городе действуют две мечети — Аль-Джарина и Истиклаль, ещё одна расположена в районе Халиса.
В районе Кабабир компактно проживают ахмадие, приверженцы особого течения (секты) ислама, зародившегося в Индии, там же расположена их мечеть.
С начала XX века Хайфа является важным центром бахайской веры. Бахаулла (пророк бахайской веры) запретил верующим проповедовать жителям Святой Земли, поэтому Израиль является одной из немногих стран мира без постоянной общины. В связи с этим бахайская община города состоит из примерно 300—700 волонтёров, регулярно приезжающих в Хайфу, включая высшее руководство бахаи. В городе расположен Всемирный центр бахаи, включающий в себя усыпальницу Баба, Всемирный дом справедливости (главный административный орган бахаев), Международный архив и Международный центр по обучению. В 2001 году были открыты террасы на горе Кармель.
В 2022 году в Хайфе впервые в Израиле был проведён международный съезд JCM (еврейско-христианско-мусульманский), на котором обсуждались вопросы межрелигиозного сотрудничества в различных сферах.
Под управлением городской хевра кадиша находятся 4 еврейских кладбища — «Древнее кладбище», кладбище Хоф ха-Кармель, кладбище Сде-Иехошуа (Кфар-Самир) и кладбище Тель-Регев. Последнее из них — самое новое, оно было открыто в 2004 году. К нему также прилегает гражданское кладбище «Даркей-Шалом», также находящееся под управлением хевра кадиша. В 2023 году кладбища Хоф ха-Кармель, Сде-Иехошуа, Тель-Регев и Даркей-Шалом получили награды за ухоженность и внешний вид. Также в городе есть кладбище темплеров, англиканское и британское военное кладбища.

## Органы власти и госучреждения
Мэр Хайфы с 2024 года —Йона Яхав (занимал пост мэра также в 2003—2018 годах).
Городом руководит избираемый на 5 лет городской совет во главе с мэром. В горсовете Хайфы (31 депутат, включая мэра, 18 фракций) представлены следующие партии (на 2024 год):
- фракция Йоны Яхава «Наша Хайфа» (5);
- «Кахоль Лаван», фракция «Зелёные Хайфы[ивр.]», глава Авиху Хан[180] (3);
- фракция «Наш дом», глава Давид Эциони (2)[180];
- «Ликуд», глава Янив Бен Шошан (2);
- «Хайфа для нас», глава Сарит Голан-Штейнберг (2)[180];
- «Хадаш», глава Раджа Заатара (2);
- НДИ, фракция «Наш дом Хайфа», глава Татьяна Джунь (2)[181];
- «Еш Атид», фракция «Молодёжь Хайфы», глава Йоси Шалом (2);
- «Пенсионерское лобби», глава Исраэль Савьон[ивр.] (2);
- «Агудат Исраэль» (1)
- «Религиозные сионисты», глава Йосси Хениг (1);
- фракция «Я забочусь о жителях Хайфы», глава Цвика Барби (1);
- фракция «Я живу здесь», глава Кирилл Каретник (1);
- «Балад», глава Шарвель Декуер (1);
- фракция «Дегель ла-Тошав», глава Мики Альпер (1);
- фракция «Связанные с Хайфой и Кирьят-Хаимом», глава Яков Боровский (1);
- смешанная арабско-еврейская фракция «Большинство города»(1)[182]
- ШАС (1).

Хайфа является центром одноимённого округа с населением более 1 млн человек. В городе располагаются окружной суд и окружной раввинатский суд. Многие отделения министерств работают в торгово-офисном центре «Кирьят-ха-Мемшала» в центре города.
В городе находятся несколько крупных военных частей — авиабаза «Хайфа», в переделах которой расположены школа технических профессий ВВС и технологический колледж ВВС (на 2020-е годы запланирован их переход на новое место за пределами города), учебно-тренировочная база ВМС и военно-морская база «Хайфа», отвечающая за операции ВМС на северном направлении.

### История муниципалитета
Доподлинно неизвестно, когда был основан первый хайфский муниципалитет и кто им руководил в первые годы. В Османской Палестине первые муниципалитеты (баладии) появились в Иерусалиме (1863) и Наблусе (1868). Согласно разным источникам, хайфский муниципалитет был образован в 1870-е или 1880-е годы. Городской совет состоял из 6 членов, большинство из которых были христианами. Градоначальниками до конца османской эпохи назначали мусульман.
Первые градоначальники, известные по именам, — это Наджиб Эфенди аль-Ясин, Ахмад Эфенди Джалаби и Мустафа бей аль-Салих. Кроме имён, о них мало что известно. Первым мэром, для которого точно известны сроки правления, был Мустафа Паша аль-Халиль (1885—1903). Он прилагал усилия по улучшения внешнего вида Хайфы и открыл публичные бани, названные его именем. В 1918 году в горсовет впервые вошли два еврейских представителя, а 1934 году состав совета расширился до 12 членов, каждая конфессия имела там 4 представителей. При Хасане Шукри (1914—1920 и 1927—1940) городскую документацию стали вести и на иврите, а с 1933 года еврейских подрядчиков стали допускать на муниципальные конкурсы. В городе начала появляться современная инфраструктура. В 1940 году впервые мэром был избран еврей Шабтай Леви (1940—1951), его заместителями были христианин и мусульманин.
Исторически Хайфа считалась вотчиной партии рабочих (сначала МАПАЙ, позже «Авода») и имела заметное представительство в кнессете (до 10 депутатов). У городского лидера Аббы Хуши были хорошие связи в правительстве и правящей партии и он привлекал в город государственное финансирование. Большую роль в политике играл созданный в 1921 году Рабочий совет Хайфы (ивр. מפ”ח‎, МАПАХ). С потерей статуса важнейшего промышленного центра страны городские власти стали постепенно утрачивать связь с рабочей партией. Начиная с Амрама Мицны, избранного в 1993 году, кандидаты от «Аводы» шли независимым списком. Первым мэром, избранным при поддержке другой партии, стал Йона Яхав (партия «Шинуй»).

#### Список мэров
- Мустафа Паша аль-Халиль[ивр.]: 1885—1903[201]
- Джамиль Садик: 1904—1910[202]
- Рифъат аль-Салах: 1910—1911[203]
- Ибрагим Эль-Халиль[ивр.]: 1911—1913[201]
- Хасан Шукри: 1914—1920[204][205]
- Эль-Хадж, Абд ар-Рахман[ивр.]: 1920—1927[205][206]
- Хасан Шукри: 1927—1940[205][206]
- Шабтай Леви: 1940—1951[198][207]
- Абба Хуши: 1951—1969[208]
- Моше Флиман[англ.]: 1969—1973[205][209]
- Йерухам Цейзель[англ.]: 1973—1974[205]
- Йосеф Альмоги[англ.]: 1974—1976[205]
- Йерухам Цейзель[англ.]: 1976—1978[205]
- Арье Гурэль[англ.]: 1978—1993[210][211]
- Амрам Мицна: 1993—2003[205][212]
- Гиора Фишер (и. о.): 2003[213]
- Йона Яхав: 2003—2018[210]
- Эйнат Калиш-Ротем: 2018—2024[177][214][215]
- Йона Яхав: c 2024[177]

## Экономика
Хайфа — крупнейший промышленный центр Израиля. Городской порт является вторым в стране по объёму грузоперевозок и первым по количеству пассажиров (309 тыс. человек в 1993 году). Важнейшими отраслями экономики являются нефтеперерабатывающая и химическая промышленность, машиностроение, металлообработка и водоочистные сооружения. В отличие от Тель-Авива, в Хайфе долго не развивалась лёгкая промышленность.
Основные промышленные районы города сложились во время британского мандата. На севере города, между Хайфой и Крайот, лежит крупная промзона на берегу Хайфского залива. Там сосредоточены портовые сооружения, нефтехимическая и пищевая промышленность, крупные торговые зоны, железнодорожное депо. Другая промзона находится на южном побережье Хайфы, на въезде в город; там расположены компании высоких технологий, конгресс-центр, гостиницы и торговые центры. Севернее Крайот лежит ещё одна промзона, имеющая значение для города. В центральной части Хайфы расположены различные мастерские.
В 2011 году в городе насчитывалось 1450 предприятий, в сумме занимавших 4,3 км². По состоянию на 2020 год в городе зарегистрировано 22 160 бизнесов, что составило 3,6 % от их числа в Израиле. Больше всего рабочих мест даёт электронная и компьютерная отрасль (высокие технологии), далее следуют пищевая и нефтехимическая промышленность. В 2018 году валовая продукция городских промышленных предприятий составила 12 165 млн шекелей. В городе расположена штаб-квартира компании Rafael.
Также Хайфа является крупным туристическим центром. В 2021 году в городе имелось 18 крупных гостиниц, располагающих в сумме 1593 номерами.
В 2020 году в городе насчитывалось 142 600 работоспособных жителей, уровень безработицы составлял 4,8 %.
52,1 % работников проживают в городе, 47,9 % — за его пределами (2019).

## Транспорт
Развитие Хайфы с начала XX века было обусловлено развитием её порта, крупнейшего на средиземноморском побережье Палестины. Кроме того, важную роль играл железнодорожный транспорт. Сегодня Хайфа является узлом морского и сухопутного транспорта. При этом гористый рельеф представляет проблему для передвижения внутри города. Ещё одной проблемой является несогласованность различных видов транспорта.
На начало 2000-х годов 81 % поездок в городе были совершены на автобусе, 17 % — на маршрутных такси и 2 % на поезде. Хайфа — единственный город Израиля, где общественный транспорт действует по субботам.

### Порт
До образования государства Израиль городской порт связывал с миром большую часть Ближнего Востока, включая нынешние Сирию и Иорданию, куда по трубопроводу приходила иракская нефть. После 1948 года Хайфа стала первым и единственным (до возведения ашдодского) портом еврейского государства.
В 2019 году через Хайфский порт прошло 273,2 тыс. пассажиров.
В 2023 году была завершена приватизация порта. Его приобрела индийско-израильская группа «Адани-Гадот» (партнёрство индийской Adani Group и израильской «Гадот») за 4 млрд шекелей.
До 2001 года действовала регулярная паромная линия Хайфа-Кипр-Греция, после чего в город стали заходить лишь круизные лайнеры. С возобновлением паромного сообщения между Грецией и Кипром Израиль сообщил, что заинтересован присоединиться к маршруту.
В 2016 году открылась паромная линия Хайфа-Акко.

### Железнодорожный транспорт
В 1905 году железная дорога соединила Хайфу с сирийской Даръой. Эта линия, бывшая ответвлением Хиджазской железной дороги, стала второй в Палестине после открытой в 1892 году изолированной линии Яффо-Иерусалим.
Всего в пределах города расположено 6 железнодорожных станций. Хайфа связана с центром страны железной дорогой Нагария — Хайфа — Тель-Авив — Аэропорт им. Бен-Гуриона — Беэр-Шева.
В 2022 году было принято решение о расширении железнодорожной линии Хайфа — Тель-Авив с 2 до 4 путей. Согласно планам, скорые поезда будут идти по ней со скоростью 250 км/ч, а время в пути составит полчаса. В связи с тем, что железая дорога отсекает городские районы от моря, существуют предложения убрать пути в городской черте под землю. К 2028 году планируется запуск легкорельсовой транспортной системы, соединяющей Хайфу с Назаретом.
Перевозка контейнеров между портами Хайфы и Ашдода является важной составляющей грузового сообщения на израильских железных дорогах.

### Автотранспорт
С Тель-Авивом Хайфу соединяют автострады № 2 и № 4, идущие вдоль моря. Автострада № 4 продолжается на север от города и соединяет его с Нагарией. Шоссе 75 уходит на юго-запад и соединяет Хайфу с Назаретом.
Под городом проходит Кармельский тоннель, соединяющий шоссе № 2 на западе с объездной дорогой № 22, огибающей Крайот. На 2021 год в городе зарегистрировано 133 604 частных транспортных средства. Длина дорожной сети города составляет 819,5 км.
До 2000-х годов все междугородние линии автобусов приходили на центральную автостанцию в Бат-Галим, после чего её сменили две новые на окраинах города: одна для южного направления (Хоф ха-Кармель), другая — для северного (Лев ха-Мифрац).
В 2013 году хайфской муниципальной компанией «Йефе-Ноф» введена в эксплуатацию транспортная система «Метронит», которую обслуживают 16-метровые автобусы, движущиеся по физически обособленным выделенным полосам. Кроме того, в городе действуют 236 линий автобусного сообщения (на 2019 год).

### Авиасообщение
В Хайфе расположен аэропорт Хайфа, обслуживающий местные и международные ближнемагистральные перелёты. Аэропорт был основан в 1934 году, во времена британского мандата, и стал первым международным аэропортом Израиля. В первые году существования аэропортом пользовались британские ВВС и Иракско-британская нефтяная компания (APS). С 1977 года находится под управлением Управления аэропортов Израиля. В 1998 году был открыт новый терминал. В 2019 году аэропортом воспользовались 11,45 тыс. пассажиров международных рейсов и 92,7 тыс. — внутренних рейсов.
В течение 2010-х годов периодически возникали планы расширения хайфского аэропорта, короткая взлётно-посадочная полоса которого (1326 метров) не позволяет принимать крупные или дальнемагистральные самолёты. В ноябре 2023 года национальный комитет по инфраструктурам утвердил планы расширения хайфского аэропорта. При этом в решении особо упоминается, что удлинить взлётно-посадочную полосу не представляется возможным по техническим причинам, в частности — из-за высоких кранов морского порта, хребта Кармеля и близости базы ВВС «Рамат Давид». Таким образом, хайфский аэропорт останется аэропортом местного значения, в расписании полётов из которого по-прежнему останутся лишь близко расположенные аэропорты в Эйлате, на Кипре и в Греции. Тем не менее, хотя взлётно-посадочную полосу удлинить невозможно, было принято решение её расширить, чтобы позволить аэропорту принимать самолёты большего размера из аэропортов Европы и Ближнего Востока.
В сентябре 2024 года airHaifa планирует начать выполнять бюджетные рейсы на приобретенных ею новых самолётах ATR 72 в Эйлат и близлежащие международные направления в Средиземноморском бассейне и его окрестностях.

### Прочие виды транспорта
Хайфа — единственный город Израиля, где действует полностью подземный вид общественного транспорта. Он представляет собой подземный фуникулёр, называется «Кармелит» и соединяет Нижний город с Адар ха-Кармель.
В 1986 году в городе была возведена первая канатная дорога, соединяющая набережную Бат-Галим и Стелла Марис на вершине горы Кармель. В 2022 году в Хайфе заработала вторая канатная дорога «Ракавлит», получившая официальный статус общественного транспорта и связавшая железнодорожную станцию «Лев ха-Мифрац» с Хайфским университетом через Технион. Максимальное число пассажиров «Ракавлита» составляет 5000 человек в час. На сооружение канатной дороги было затрачено 330 млн шекелей.

## Инфраструктура и городские службы
За водоснабжение Хайфы отвечает компания «Мей-Кармель» (ивр. מי כרמל‎). На 2021 год общая длина водопровода в городе составляет 610 км, длина канализации — 650 км. За год жители города (без учёта Кирьят-Хаима и Кирьят-Шмуэля) получили 26,6 млн кубометров воды. За этот же период городские службы убрали более 186 тыс. тонн мусора. За городскую канализацию отвечает «Союз городов Хайфского района по канализации» (ивр. איגוד ערים אזור חיפה-ביוב‎), основанный в 1961 году. В него входят, помимо Хайфы, Кирьят-Ата, Кирьят-Бялик, Кирьят-Моцкин, Кирьят-Ям, Нешер, Тират-Кармель и Шфарам. Стоки из этих городов направляются в водоочистные сооружения в промзоне Хайфского залива, после чего очищенная вода используется для полива полей.
В городе есть пять пожарных частей, которые располагают 33 пожарными автомобилями.
Хайфа располагает 107 бомбоубежищами.

## Здравоохранение
В городе действуют 3 общие клинические больницы с обучением студентов — «Рамбам», «Бней-Цион» и «Кармель», — а также две частные («Элиша» и «Ассута») и одна, принадлежащая миссионерской организации, всего в Хайфе имеется 28 медицинских учреждений, имеющих места для госпитализации, в сумме 4283 койки. В 2020 году в этих учреждениях была оказана помощь 167 242 больным.
Первой современной больницей в Хайфе, где проводили хирургические операции, стала основанная в 1907 году Итальянская больница. Её возвела Национальная ассоциация помощи итальянским миссионерам (итал. Associazione Nazionale per Soccorrere i Missionari Italiani). В 1932 году было возведено новое здание больницы, где она располагается до сих пор. Её специализацию составляют онкологические заболевания. В 1938 году английские власти возвели в Хайфе единственную в подмандатной Палестине государственную больницу, в 1952 году названную в честь знаменитого еврейского врача и учёного Маймонида (Рамбама).
В Хайфе действуют отделения всех больничных касс Израиля — «Клалит» (обслуживает 48,9 % населения города), «Маккаби» (обслуживает 37,8 %), «Меухедет» (9,5 %) и «Леумит» (3,8 %). Город обслуживает кармельское отделение скорой помощи.
Продолжительность жизни в 2016—2020 годах составила 83,2 года, что выше среднего по стране и выше показателей Тель-Авива.

## Образование и наука
В Хайфе расположены два крупных вуза и несколько колледжей. В 2020/2021 учебном году в городских вузах обучалось 54 079 студентов. Уровень образования жителей города выше среднего по Израилю.
В 1912 году в городе был основан Технион (ранее — Техникум) — Израильский технологический институт, первый вуз Израиля. Технион открылся в 1924 году, после преодоления разногласий по поводу языка обучения. Принятие иврита в этом качестве было важным для самоопределения еврейской общины Палестины. В 1953 году учебный процесс стали постепенно переводить в новый кампус на горе Кармель, а в первом здании Техниона был в дальнейшем открыт Музей науки. В Технионе учатся более 15 тысяч студентов. Он насчитывает 17 факультетов и 60 научно-исследовательских институтов. В мировом рейтинге Технион входит в первую сотню университетов.
Хайфский университет, основанный в 1963 году, находится на вершине горы Кармель. Главное здание было спроектировано архитектором Оскаром Нимейером. Вначале этот вуз работал как филиал Еврейского университета, пока не получил полную академическую независимость в 1973 году. В его состав входят 6 факультетов и 57 научно-исследовательских институтов. В 2015 году число студентов превысило 18 тысяч. На территории кампуса расположен Музей Хехта, владеющий крупными коллекциями археологических находок и произведений искусства.
Другие академические учреждения Хайфы включают Гордонский педагогический колледж, религиозный педагогический колледж «Шаанан», Арабский педагогический колледж и Хайфский центр дизайна и образования ВИЦО. В Хайфе также действуют филиалы Академического колледжа Оно и Открытого университета Израиля.
В Хайфе расположен Национальный институт океанографии, основанный в 1967 году под названием «Институт исследования морей и озёр» (ивр. המכון לחקר הימים והאגמים‎). Институт имеет также отделение в Эйлате и лабораторию на берегу Тивериадского озера.
По состоянию на 2023—2024 учебный год в дошкольных и школьных учреждениях Хайфы насчитывалось 57 684 учащихся:
- в детских садах 11 188 (в 2020—2021 учебном году в муниципальных детских садах было 6459 детей, в признанных частных 5085[261])
- в начальных школах 27 198 (в 2020—2021 учебном году 25 385[261])
- в средних и старших классах 19 298 (в 2020—2021 учебном году в средних классах 8101, в старших 12 112[261]).

В общей сложности дошкольное и школьное образование предоставляют 616 образовательных учреждений. В 2020—2021 годы в Хайфе было 77 начальных школ, 22 средние школы (7-9 классы) и 36 старших школ (10-12 классы). 86 % учащихся посещали ивритоязычные школы, 14 % — арабские школы. Из учеников начальных школ 55 % учились в светских школах, 9 % — в государственных религиозных и 16 % — в независимых ортодоксальных. 5 % были на специальном образовании. В 2021 году в Хайфе было 18 муниципальных библиотек, в которых находилось около 720 тысяч книг. В городе также расположен Технологический колледж ВВС, который планируется перенести в Кармиэль в 2020-е годы.
82,2 % выпускников школ получают аттестат зрелости (выше среднего показателя по стране и показателей пяти крупнейших городов), 44 % населения имеют свидетельство о высшем образовании.
Около 45 % учеников Хайфы обучаются в частных школах, среди арабов этот показатель составляет 70 %. Католическая школа Назаретских сестёр (École des Sœurs de Nazareth) входит в двадцатку лучших школ страны, также известна греческая православная школа.

## Культура
Хайфа — культурный центр севера Израиля, в городе есть свои оркестры, музеи, театры, свои фестивали, в том числе и международный кинофестиваль. В 2020 году в городе действовало 14 музеев, 18 городских библиотек, 2 театра, 5 танцевальных коллективов.
Хайфа была одним из первых городов еврейской Палестины, где начали издаваться местные газеты. Город издаёт на иврите местную газету «Едиот Хейфа» (ивр. ידיעות חיפה‎) и имеет собственную радиостанцию «Радио Хайфа» (ивр. רדיו חיפה‎). Редакции израильских арабоязычных газет «Аль-Иттихад» и «Аль-Мадина» также базируются в Хайфе.
Всего в Хайфском округе в 2013 году издавались 43 местные газеты.
В 50-е годы XX века, когда город возглавлял Абба Хуши, были созданы такие культурные объекты, как центр арабской культуры «Бейт ха-Гефен», городской Художественный музей, Дом художника им. Марка Шагала, Музей японского искусства, Парк матери (ивр. גן האם‎) (в районе Центрального Кармеля). Мэр пригласил поселиться в городе художника Мане Каца, который впоследствии передал свои работы и коллекцию иудаики городу.
С 1979 года открыт сад скульптур, где собраны произведения скульптора Урсулы Мальбин.

### Кино
Первые кинотеатры в Хайфе появились в 1930-е годы. Так, на Адаре в 1935 году были построены кинотеатры «Армон» и «Ора». К моменту появления телевидения в 1968 году в Хайфе было 28 кинотеатров. После этого начался длительный процесс их упадка, в результате которого большинство из них оказались заброшены. В 2008 году открылся мегакинотеатр сети Yes Planet.
С 1983 года каждую осень в Хайфской синематеке и других залах города проходит Международный хайфский кинофестиваль.
С 2007 в Хайфе проходил ежегодный кинофестиваль современного израильского кино, созданного русскими кинематографистами, который назывался «Лето израильских фильмов на Адаре», а с 2010 года — «КинОле».

### Фестивали
В Хайфе каждый год проводятся различные фестивали.
C 1987 года проходит Хайфский фестиваль детских спектаклей, приуроченный к празднованию Песаха. С 2007 года в июне проводится Хайфский гей-прайд. Фестиваль-месячник арабской культуры и арабской книги проходит летом.
В 1981 году в Хайфе был основан музыкальный фестиваль для детей Фестигаль, который проводился в дни праздника Хануки в Хайфе, а также в Тель-Авиве, Иерусалиме и Беэр-Шеве.
С 1994 года культурный центр «Бейт ха-Гефен» организует фестиваль «Праздник праздников» — одновременное празднование иудейской Хануки, мусульманского Рамадана (праздник окончания поста Ураза-байрам или другого мусульманского праздника, выпавшего на декабрь по лунному календарю) и христианского Рождества. Праздник длится несколько недель, мероприятия проводятся в нескольких местах, в частности в арабском районе Вади-Ниснас и в центре города в районе Мошава германит.

### Театры и концертные залы
В 50-х годах XX века был основан Хайфский городской театр.
В межнациональном культурном центре «Бейт ха-Гефен» с 1968 года функционирует старейший в стране арабский театр «Эль-Карама».
В 1994 году был создан арабский театр «Аль-Мидан». В 2019 году его финансирование было прекращено.
В Хайфе действует множество концертных залов. Популярным культурным центром Хайфы является «Центр искусства и культуры Раппапорта» («Аудиториум»), а в Конгресс-центре (открыт в 1996 году) проходят мероприятия, рассчитанные на большое количество участников. «Центр сценических искусств Кригера» в районе Французского Кармеля является центром французской культуры.

### Музыка
Академическая музыка представлена Хайфским симфоническим оркестром, основанным в 1950 году. Директор оркестра (2021 год) — Яир Мошиах.
В 1998 году в Хайфе возникла электронная группа Infected Mushroom, и Израиль и, в частности, город Хайфа стали одним из мировых центров пси-транса.
С 2009 года выступает Хайфский биг-бэнд (Haifa Jazz Band), руководитель — кларнетист Хайфского симфонического оркестра Джефф Ховард.
С Хайфой связаны имена рейтинговых исполнителей, определяющих культурный музыкальный код современного Израиля: рэпера Статика, певиц Хавы Альберштейн, Шири Маймон, Насрин Кадри.

### Музеи
В Хайфе расположено более десятка музеев. Самым популярным музеем Хайфы (около 200 тысяч посетителей в год) является Мадатек (Израильский национальный музей науки, технологий и космоса). Мадатек расположен в историческом здании Техниона в районе Адар.
Городской музей расположен в Немецкой колонии, был основан в 2000 году, как музей истории города. В музее проходят чередующиеся выставки, посвящённые различным городским событиям, а также лекции, экскурсии, конференции, культурные мероприятия с акцентом на разнообразие культур, национальностей и конфессий Хайфы.
На территории Хайфского университета расположен частный археологический Музей Хехта, экспонаты которого отображают археологию и историю Земли Израиля. Также в музее выставлены картины художников-импрессионистов Клода Моне, Камиля Якоба Писсарро и других.
История железных дорог Израиля представлена в Железнодорожном музее
В Хайфе множество музеев посвящено изобразительному искусству. В Художественном музее Хайфы (основан в 1951 году) представлены коллекции современного и классического искусства. Музей японского искусства Тикотин (основан в 1959 году) является единственным музеем на Ближнем Востоке, посвящённым исключительно японскому искусству, музей владеет большой коллекцией предметов искусства и художественных работ: мечи, керамика, традиционная одежда и текстиль, большинство работ из коллекции было собрано Феликсом Тикотином. В Доме художников им. Шагала проходят выставки израильских художников. Музей Мане Каца представляет выставку картин Мане Каца и коллекцию предметов иудаики, переданную художником в собственность города, в то время как временные выставки музея посвящены современному искусству и художникам международного значения, таким как Хаим Сутин, Морис де Вламинк, Мауриций Готтлиб, Йосеф И́сраэлс, Камиль Писсарро, Макс Либерман. Бывший дом и мастерская немецкого и израильского художника-гравёра первой половины XX века Германа Штрука, расположенный на Адаре, теперь является бутиком-музеем Германа Штрука. Дом был спроектирован архитектором Александром Бервальдом. В музее представлены портреты современников художника, деятелей сионизма, в частности Теодора Герцля, а также гравюры и оригинальная мебель художника. В музее проводятся выставки, посвящённые известным художникам гравёрам, среди которых Франсиско Гойя, представлен печатный станок Германа Штрука, при помощи которого проводится демонстрация создания гравюры на металле.

В музее доисторической эпохи им. Моше Штекелиса представлены экспонаты доисторических периодов и работает Центр научных исследований.
Военной тематике посвящены несколько музеев. Национальный морской музей был основан в 1953 году, посвящён морской истории региона и начинался с частной коллекции его первого директора. В музее есть постоянная экспозиция, посвящённая моделям кораблей и подводным находкам. Также в музее действует единственная в Израиле выставка, посвящённая истории пиратства. Кроме того, в экспозиции представлены редкие артефакты, сохранившиеся с древних времён, предметы, связанные с подводной археологией, греко-римские монеты, предметы, связанные с морской мифологией и многое другое. Музей периодически проводит выставки израильских и зарубежных художников на морские темы, различные мероприятия и мастер-классы для детей.
Музей нелегальной иммиграции и ВМФ посвящён нелегальной иммиграции в Палестину во время Британского мандата, а также истории израильского военно-морского флота. Кроме экспонатов в помещении музея, под открытым небом, перед входом в музей, экспонируется фрагмент корпуса подводной лодки Дакар и множество других крупных судов.

### Архитектура
Большая часть сохранившихся зданий Хайфы относятся к XX веку. До 1920-х годов она оставалась портовым городком, спонтанно застроенным домами в стиле средиземноморской арабской архитектуры. В нём выделялись религиозные здания — церкви, монастыри, мечети. Единственной построенной по заранее разработанному плану частью города была Немецкая колония. Для зданий начала XX века характерен эклектический стиль, представителем которого является первое здание Техниона. В тот период на облик города сильно влияло постановление властей, обязывавшее облицовывать все дома камнем.
В 1930-е годы усилился поток иммигрантов из Европы, среди которых было немало архитекторов, приехавших с новыми идеями модернистской архитектуры, для которой характерны минимализм и функциональность. Они во многом определили облик центральной Хайфы.
Для израильского периода характерна более густая и высотная массовая жилая застройка и отход от британских ограничений этажности. Частично их ввели вновь в 1980-е годы, после неконтролируемого появления небоскрёбов. Современными высотными доминантами города являются, например, «Мерказ панорама» на горе Кармель, башня Хайфского университета и небоскрёб «Парус».
Особого внимания заслуживает архитектура Всемирного центра бахаи, в которой заметно влияние как персидских традиций, так и классической архитектуры.

## Спорт
По состоянию на начало XXI века различные хайфские команды 91 раз становились чемпионами страны в 12 видах спорта, 204 хайфских спортсмена стали чемпионами в индивидуальных видах спорта. Кроме того, несколько спортсменов из Хайфы стали чемпионами мира — в 1962 году Тувия Сокольский поставил мировой рекорд по поднятию штанги в легчайшем весе до 20 лет; в 1980 году Шимшон Брокман стал чемпионом мира по парусному спорту (класс 420), в 1983 году Шай Битон стал чемпионом мира среди кадетов по греко-римской борьбе; в 1984 году Нахман Вольф стал паралимпийским чемпионом по метанию диска, в 1998 году Томер Ор стал чемпионом мира по фехтованию на рапирах до 20 лет, а в 2023 году Ами Дадаон стал паралимпийским чемпионом мира по плаванию на 100 м. 22 спортсмена из Хайфы участвовало в Олимпийских играх.
Два хайфских футбольных клуба, «Маккаби» и «Хапоэль», играют в израильской Премьер-лиге.
«Маккаби» (Хайфа) является одной из четырёх израильских команд, три года подряд удерживавших звание чемпиона. В городе есть баскетбольный клуб «Маккаби», проводящий матчи на арене «Ромема». Городская хоккейная команда «Хокс Хайфа» играет в высшей лиге Израиля.
В 2014 году в городе открылся футбольный стадион «Самми Офер», вмещающий 30 780 зрителей и вошедший в том же году во всемирную десятку «стадионов года». Он заменил стадион «Кирьят-Элиэзер», снесённый в 2015 году. Другими крупными спортивными объектами города являются стадион лёгкой атлетики им. Кригера, парк «Спортек», Скейт-парк, городской теннисный центр и спортивный парк Кирьят-Хаима. В 2008 году в Хайфе открылся клуб настольного тенниса, имеющий 4 тренировочных зала. Всего по состоянию на 2021 год в городе было 5 стадионов, 12 футбольных полей, 12 бассейнов, 42 теннисных корта, 3 поля для петанка и одно хоккейное поле. При этом Хайфа испытывает нехватку доступной для жителей спортивной инфраструктуры.

## Международные отношения
У Хайфы есть 21 город-побратим:
- Марсель, Франция — с 1962 года.
- Портсмут, Великобритания — с 1962 года.
- Хакни (пригород Лондона), Великобритания — с 1968 года.
- Манила, Филиппины — с 1968 года.
- Ольборг, Дания — c 1973 года.
- Кейптаун, ЮАР — с 1975 года[346][347][348].
- Бремен, Германия — с 1978 года.
- Ньюкасл, Великобритания — c 1979 года.
- Сан-Франциско, Калифорния, США — с 1979 года[346] (или начало 1980-х[349]).
- Антверпен, Бельгия — с 1986 года.
- Майнц, Германия — с 1987 года.
- Росарио, Аргентина — с 1988 года.
- Дюссельдорф, Германия — с 1988 года.
- Одесса, Украина — с 13 сентября 1992 года.
- Шанхай, Китай — с 1993 года.
- Лимасол, Кипр — с 2000 года.
- Эрфурт, Германия — с 2005 года[350].
- Маннгейм, Германия — с 2009 года.
- Шэньчжэнь, Китай — с 2012 года.
- Чэнду, Китай — с ноября 2013 года[351].
- Шаньтоу, Китай — с 2015 года.

Ещё с 4 городами подписан договор о дружбе, с 4 другими — договор о сотрудничестве. В городе расположено 4 иностранных консульства.